# Shot of Love
Shot of Love es el vigésimo primer álbum de estudio del músico estadounidense Bob Dylan, publicado por la compañía discográfica Columbia Records en agosto de 1981. Generalmente considerado como el último de una trilogía de álbumes con contenido religioso, después de Slow Train Coming y Saved, es también el primero que se centra de nuevo en contenidos seculares, incluyendo canciones de amor y una oda al cómico Lenny Bruce. Además, las canciones se acercan más a géneros como el rock, con un mayor predominio del góspel dominante en sus dos anteriores trabajos.
Tras su publicación, Shot of Love recibió críticas mixtas. Paul Nelson, de la revista Rolling Stone, criticó el álbum, aunque destacó su último tema, «Every Grain of Sand». A nivel comercial, a pesar de alcanzar el puesto seis en la lista de discos más vendidos del Reino Unido, continuó con la decadencia comercial de Dylan en los Estados Unidos, donde alcanzó el puesto 33. 

## Grabación
A lo largo de 1980, Dylan seguía centrado en su música orientada a la religión. Este periodo se caracterizó por su prolífico estado compositivo, que continuó durante todo el verano, durante el cual Dylan comenzó a trabajar en el sucesor de Saved. Durante esta época, compuso «Property of Jesus», «Yonder Comes Sin» y nuevos arreglos para viejo material como «Ain't Gonna Go to Hell (For Anybody)». Sin embargo, los tres temas más importantes compuestos durante el verano fueron «Every Grain of Sand», «Caribbean Wind» y «The Groom's Still Waiting at the Altar», cada una de las cuales marcaron un cambio en la dirección lírica de Dylan. Según el biógrafo Clinton Heylin, las últimas dos canciones «contrastan sus problemáticas relaciones sexuales con las demandas de una llamada superior».
A mediados de septiembre, Dylan volvió a unirse con su grupo en los Rundown Studios de Santa Mónica, California, donde grabaron varias canciones nuevas, entre ellas «Every Grain of Sand». Una grabación primeriza de «Every Grain of sand» de este periodo fue publicada en el recopilatorio The Bootleg Series Volumes 1–3 (Rare & Unreleased) 1961–1991 en 1991. A continuación, Dylan volvió a salir de gira durante el otoño de 1980 antes de regresar a componer durante el invierno. En marzo de 1981, Dylan realizó sesiones informales tanto en Rundown como en Studio 55, ensayando varias canciones nuevas mientras audicionaba un nuevo productor, Jimmy Iovine. Las sesiones se centraron en «Caribbean Wind», vista como una potencial pieza central de su próximo trabajo, pero no se consideró terminada. Varios intentos por grabar «Caribbean Wind» durante las sesiones resultaron decepcionantes, y Dylan se volvió pesimista sobre las perspectivas de la canción. Otra composición, «Angelina», fue grabada con mayor éxito, y Dylan estuvo lo suficientemente satisfecho para su posible inclusión en Shot of Love.
Entre tanto, Dylan llegó a la conclusión de que necesitaba otro productor, pero después de relevar a Iovine de sus funciones, tuvo problemas para encontrar uno adecuado. Varias sesiones fueron reservadas en diferentes estudios de Los Ángeles, incluyendo los Cream Studios y los United Western Studios. Sin embargo, ninguno de estos lugares dio a Dylan el sonido que tenía en mente. Las sesiones proporcionaron la oportunidad de ensayar nuevas canciones, incluyendo «In the Summertime».
Dylan se resignó a volver a Rundown Studios, donde trabajó junto a su grupo en varias canciones a lo largo de varias semanas. En algún momento a finales de abril, el productor Bumps Blackwell, conocido por producir los discos más célebres de Little Richard, visitó a Dylan. Aunque el propósito de su visita no fue aclarado, Blackwell produjo una sesión ese día, supervisando la grabación de «Trouble», «Magic» y «Shot of Love», que fueron seleccionadas para Shot of Love. La experiencia con Blackwell satisfizo a Dylan, tal y como reveló en posteriores entrevistas, pero Blackwell no regresó al estudio.
Chuck Plotkin, que había trabajado con Bruce Springsteen, fue finalmente contratado como productor a sugerencia de un amigo en común, Debbie Gold. Dylan reservó cinco sesiones en los Clover Studio de Plotkin que comenzaron el 27 de abril y terminaron el 1 de mayo. El trabajo dio lugar a canciones como «Property of Jesus», «Watered-Down Love», «Heart of Mine», «Lenny Bruce», «Dead Man, Dead Man», «In The Summertime» y «Every Grain of Sand», todas las cuales dieron lugar a respectivas tomas maestras usadas en Shot of Love. Una versión reescrita de «Caribbean Wind» fue también grabada en los Clover Studios, pero Dylan se mostró nuevamente decepcionado con los resultados, y en última instancia fue archivada.
El 12 de mayo, Dylan y Plotkin secuenciaron una versión preliminar de Shot of Love, pero después de escucharlo al día siguiente, Dylan decidió eliminar «Angelina» y  «Magic» de la secuencia final. Las nueve canciones restantes fueron mantenidas, pero Dylan decidió regrabar varias de las canciones. Tres regrabaciones fueron finalmente incluidas en la secuencia final: «Trouble», «Dead Man, Dead Man» y «Heart of Mine».
El proceso de mezcla produjo momentos tensos entre Plotkin y Dylan al tener ideas contradictorias sobre la forma de mezclar las canciones. Plotkin realizó numerosas mezclas prototipo y entregó cada una de ellas en una cinta a Dylan en los Rundown Studios. La mayoría fueron rechazadas por el músico. Según Jim Keltner: «Chuck quería conseguir una buena mezcla al final de cada canción, y Bob no quería ninguna de las buenas mezclas. Casi todo lo que escuchas en Shot of Love resulta ser las mezclas del monitor». Plotkin pasó otro mes mezclando y sobregrabando las nueve canciones seleccionadas para Shot of Love, un proceso que terminó el 16 de junio.

## Recepción
Tras su publicación, Shot of Love obtuvo reseñas generalmente negativas de la prensa musical. A pesar de prodigar elogios a «Every Grain of Sand», Paul Nelson criticó en su reseña para la revista Rolling Stone el resto del álbum, mientras que Nick Kent, de NME, lo definió como «el peor disco de Dylan hasta la fecha». En el mismo sentido, Stephen homas Erlewine de Allmusic escribió: «Shot of Love encuentra a Dylan aun en su modo evangélico, pero está empezando a cobrar vida de nuevo, lo cual no es tanto un juicio de valor sino una observación de que ya no parece en deuda con la repetición del dogma y aflojando canciones de nuevo. Y no se trata de que su escritura es más laxa, la música es, también, un poco más convincente. Shot of Love no es un gran álbum, pero tiene una vez más destellos de lucidez como "Every Grain of Sand", que señala el camino de su renacimiento en Infidels». El abandono de Dylan de Muscle Shoals por la olla de carne de El Lay tiene un tranquilizador aura de apostasía, que puede ser por lo cual pienso que esta repetición "suena mejor" que la del año pasado. Sin embargo, dos canciones que pertenecen a la parte baja de su canon no duelen. "Property of Jesus", sobre lo malo que puede ser burlarse de renacidos, tiene a los Staple Singers escrito por todas partes. "Lenny Bruce" es la apostasía hasta su ajuste más reverente».
A pesar de realizar una gira por Europa y Norteamérica en la que interpretó gran parte de las canciones de Shot of Love, las ventas del álbum fueron inferiores a las expectativas de CBS. En los Estados Unidos, el álbum alcanzó el puesto 33 de la lista Billboard 200, un puesto inferior al conseguido por Saved un año antes, mientras que el sencillo homónimo fue el primero en entrar en la lista Mainstream Rock Tracks desde el lanzamiento de «Gotta Serve Somebody». No obstante, en el Reino Unido el álbum obtuvo un éxito ligeramente similar a su predecesor y alcanzó el puesto seis de la lista UK Albums Chart. Además, fue certificado como disco de plata por la BPI al superar las 60 000 copias vendidas en el país.
La religión aún mantuvo un lugar fuerte en el trabajo de Dylan, pero a medida que 1981 llegaba a su fin, las canciones religiosas fueron sustituidas por temas seculares. Durante el verano de 1981, versioneó los temas "We Just Disagree" de Dave Mason y "Abraham, Martin & John", de Dion, este último, según algunos seguidores, en memoria de John Lennon, asesinado el 8 de diciembre de 1980 en Nueva York. Según Heylin, "Dylan estaba disponible para llegar al final de su andadura religiosa".
1982 daría comienzo con la muerte de Howard Alk, amigo de Dylan, en los Rundown Studios, el Día de Año Nuevo. La muerte de Alk sería clasificada como un suicidio. Tal y como comentó Heylin, "los últimos meses habían dado lugar a las muertes del guitarrista Michael Bloomfield y el músico cristiano Keith Green", los cuales habían trabajado con Dylan. Pero la muerte de Alk marcó el final de una era. Dylan disolvería pronto su banda, y no volvería a salir de gira hasta 1984. En algún momento de junio de 1982, Dylan clausuraría Rundown Studios.
Shot of Love fue el último álbum publicado bajo el contrato firmado con CBS en 1978, pero a pesar de sus desacuerdos en materia comercial, Dylan volvería a firmar con el mismo sello discográfico en julio de 1982.

## Lista de canciones
Todas las canciones escritas y compuestas por Bob Dylan. 
| Cara A |                     |          |  |
| N.º    | Título              | Duración |  |
| 1.     | «Shot of Love»      | 4:18     |  |
| 2.     | «Heart of Mine»     | 4:29     |  |
| 3.     | «Property of Jesus» | 4:33     |  |
| 4.     | «Lenny Bruce»       | 4:32     |  |
| 5.     | «Watered Down Love» | 4:10     |  |

| Cara B |                       |          |  |
| N.º    | Título                | Duración |  |
| 6.     | «Dead Man, Dead Man»  | 3:58     |  |
| 7.     | «In the Summertime»   | 3:34     |  |
| 8.     | «Trouble»             | 4:32     |  |
| 9.     | «Every Grain of Sand» | 6:12     |  |

## Personal
| Músicos - Bob Dylan: voz, guitarra, armónica, percusión, piano y teclados - Carolyn Dennis: coros - Steve Douglas: saxofón - Tim Drummond: bajo - Donald "Duck" Dunn: bajo - Jim Keltner: batería - Clydie King: coros - Danny "Kootch" Kortchmar: guitarra eléctrica - Regina McCrory: coros - Carl Pickhardt: piano - Madelyn Quebec: coros - Steve Ripley: guitarra - William D. "Smitty" Smith: órgano - Ringo Starr: batería - Fred Tackett: guitarra - Benmont Tench: teclados - Ronnie Wood: guitarra - Monalisa Young: coros | Equipo técnico - Vic Anesini: masterización - Dana Bisbee: ingeniero asistente - Bumps Blackwell: productor - Ken Perry: masterización - Chuck Plotkin: productor - Toby Scott: ingeniero de sonido |

## Posición en listas
| País           | Lista                   | Posición |
| -------------- | ----------------------- | -------- |
| Alemania       | Media Control Charts    | 50       |
| Austria        | Ö3 Austria Top 40       | 20       |
| Estados Unidos | Billboard 200           | 33       |
| Noruega        | VG-lista Top 40 Albums  | 5        |
| Nueva Zelanda  | New Zealand Music Chart | 15       |
| Países Bajos   | Mega Albums Top 100     | 28       |
| Reino Unido    | UK Albums Chart         | 6        |
| Suecia         | Albums Top 60           | 8        |

| Sencillo       | País           | Lista                  | Posición |
| -------------- | -------------- | ---------------------- | -------- |
| «Shot of Love» | Estados Unidos | Mainstream Rock Tracks | 38       |